# Willa Ford
 (mars 2024).
Si vous disposez d'ouvrages ou d'articles de référence ou si vous connaissez des sites web de qualité traitant du thème abordé ici, merci de compléter l'article en donnant les références utiles à sa vérifiabilité et en les liant à la section « Notes et références ».
Willa Ford-Modano, de son vrai nom Amanda Lee Williford, née le 22 janvier 1981 à Ruskin en Floride, est une auteure-compositrice-interprète pop américaine qui s'est fait connaître en 2001 pour s'être auto-proclamée « bad girl of pop ». Aujourd'hui, Ford se consacre en priorité à la télévision et au cinéma où elle notamment obtenu le rôle principal du film biographique consacré à Anna Nicole Smith.

## Biographie
Née en 1981 à Ruskin en Floride, Williford signe son premier contrat à l'âge de 19 ans avec la maison de disques MCA et sort un premier single, Lullaby, qui figure sur la bande originale de Pokémon, le film : Mewtwo contre-attaque. Après une tournée avec les Backstreet Boys, dont elle assure quelques minutes de la première partie du concert, Williford met fin à sa collaboration avec MCA, signe avec Atlantic Records et prend officiellement le nom de Willa Ford. Son premier album, Willa Was Here, sort en juillet 2001 et atteint la 56e place du Billboard 200, stimulé par le single I Wanna Be Bad qui assoit définitivement son image. Le succès de l'album (200 000 exemplaires vendus) permet à Ford de décrocher quelques contrats publicitaires et de faire plusieurs apparitions à la télévision.
Attendu pour 2003, son deuxième opus Sexysexobsessive (anciennement titré Porn Poetry) ne parvient à voir le jour en raison d'un différend entre Ford et sa maison de disques. Malgré la sortie d'un dernier single, A Toast to Men, elle s'éloigne des studios d'enregistrements et décide de tenter sa chance à la télévision. Confortée par sa participation au Lingerie Bowl et deux apparitions dans Maxim et FHM, son image de chanteuse sexy et rebelle lui ouvre des portes. Après avoir été choisie par ABC pour présenter l'émission de télé-réalité The Ultimate Fighter (2005), Ford est approchée pour faire partie du casting de la saison 3 de Dancing with the Stars. Très suivie aux États-Unis, l'émission lui permet de se faire définitivement connaître du grand public et lui ouvre les portes d'Hollywood : Ford décroche ainsi le rôle-titre dans le film biographique consacré à Anna Nicole Smith en 2007 et enchaîne par le remake du thriller Impulse où elle joue aux côtés d'Angus MacFadyen. Willa a aussi tournée dans Vendredi 13 réalisé par Marcus Nispel en 2009.
Elle fera partie du casting de la saison 3 de l'émission Dancing With The Stars avec Maksim Chmerkovskiy comme partenaire.

## «Bad girl of pop»
Auto-proclamée, « bad girl of pop » à la sortie de son premier album, Ford devient rapidement une cible de choix pour les médias qui cherchent à savoir si ce titre est justifié. Largement entretenue par le contenu parfois très explicite de ses chansons comme A toast to men, l'image de Ford se brouille à la suite d'une interview accordée à Hiponline au cours de laquelle elle se révèle plutôt conservatrice en déclarant notamment : « J'ai été contactée par Playboy et ils m'ont demandé si j'accepterais de poser pour eux. J'ai répondu non. Je suis baptiste et j'ai des principes. Il y a des choses que je veux garder pour moi et ne surtout pas montrer à mes fans : être nue en est une. Ma grand-mère est très fière de ce que je fais mais elle m'a dit qu'elle me déshériterait si jamais je posais nue. Je lui ai répondu de ne pas s'inquiéter car cela n'arrivera jamais. » Bien qu'elle tente de corriger le tir peu après dans le Howard Stern Show en reconnaissant en direct que sa poitrine n'était pas naturelle et en évoquant sa fierté du résultat, Ford peine à retrouver sa crédibilité. La polémique dure jusqu'en 2006 où l'insistance de Playboy finit par avoir raison des résolutions de la chanteuse qui apparaît à la surprise générale dans le numéro de mars.

## Discographie

### Album
- 2001 : Willa Was Here

### Singles
- 2001 : I Wanna Be Bad
- 2001 : Did Ya Understand That
- 2001 : Santa Baby (Gimme, Gimme, Gimme)
- 2003 : A Toast To Men (feat. Lady May)
- 2004 : Sexy Sex Obsessive

## Filmographie

### Cinéma
- 2007 : Anna Nicole : Anna Nicole Smith
- 2008 : Impulse : Claire Dennison
- 2009 : Vendredi 13 (Friday the 13th) : Chelsea
- 2011 : Game War : Becca
- 2014 : The Nurse : Lynette
- 2015 : Any Day : Cherry
- 2015 : Checkmate : Sasha
- 2016 : Conduite en eaux troubles (Submerged) : Carla

### Télévision
- 2002 : Un père peut en cacher un autre (Raising Dad) (Série TV) : Edie
- 2011 : The Glades (Série TV) : Shelby Adams
- 2012 : Magic City (Série TV) : Janice Michaels
- 2012 : Leverage (Série TV) : Tabatha Delavega
- 2016 : Enquête secrète (A father's Secret) (Téléfilm) : Carrie Evans